# Regalbuto
Regalbuto é uma comuna italiana da região da Sicília, província de Enna, com cerca de 7.743 habitantes. Até 1926, Regalbuto pertencia à Província de Catania (CT). A origem de seu nome é árabe: Rahal + Butah. Estende-se por uma área de 169 km², tendo uma densidade populacional de 46 hab/km². Seu Carnaval é muito alegre, uma mescla da tradição veneziana com a alegria dos desfiles de carros alegóricos típicos do carnaval carioca. Bem próximo de Regalbuto fica o Lago Pozzillo, onde há uma barragem que alimenta a irrigação em áreas mais baixas e se pratica o esqui, a canoagem e esportes a vela. Possui dezenove construções religiosas, entre igrejas, capelas e conventos. Faz fronteira com Agira, Catenanuova, Centuripe, Gagliano Castelferrato, Randazzo (CT), Troina.

## Demografia
| Variação demográfica do município entre 1861 e 2011                               |
|                                                                                   |
| Fonte: Istituto Nazionale di Statistica (ISTAT) - Elaboração gráfica da Wikipedia |